# La Grande Vallée
Pour les articles homonymes, voir Grande Vallée.
La Grande Vallée (The Long Valley) est un recueil de douze nouvelles écrites par John Steinbeck et publié en 1938. 
L'édition française, parue en 1946, ajoute au recueil une treizième nouvelle intitulée Le Chef qui est absente de l'édition originale américaine.

## Liste des nouvelles du recueil
1. La Rafle (The Raid)
2. Les Chrysanthèmes (The Chrysanthemums)
3. Un petit déjeûner (Breakfast)
4. Le Harnais (The Harness)
5. Johnny l’Ours (Johnny Bear)
6. Le Vigile (The Vigilante)
7. Le Meurtre (The Murder)
8. La Caille blanche (The White Quail)
9. Le Serpent (The Snake)
10. Fuite (Flight)
11. Le poney rouge (The Red Pony)
12. Le Chef
13. Sainte Catherine, vierge (Saint Katy the Virgin)